# رینگلس‌دورف-نیدرآبس‌دورف
رایگلسدورف نایدرابسدورف (به آلمانی: Ringelsdorf-Niederabsdorf) یک منطقهٔ مسکونی در اتریش است که در ناحیه گنزرندورف واقع شده‌است. رایگلسدورف نایدرابسدورف ۱٬۴۲۴ نفر جمعیت دارد.